# 远北区

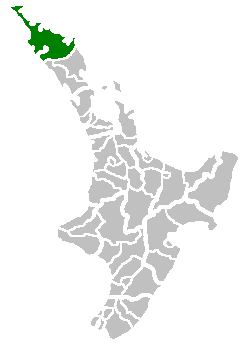
远北区的位置

远北区（英語：Far North District），是新西兰二级行政区划之一，位于新西兰北岛最北端，是北地大区三个组成部分之一。总面积7,323.86 km² (2,827.76 sq mi)。总人口57,900，其中40%为毛利人。该区人口最多的城镇为凯里凯里。政府驻地为凯科希。